# Ahmed Ibrahim Awale
Ahmed Ibrahim Awale (en somalí: Axmed Ibraahim Cawaale) es un ambientalista, botánico y escritor de Somalilandia.
Awale nació en la villa de Adadlay, 95 km al este de Hargeisa, y vivía cerca de la montaña Gaan Libah. Estudió en la Universidad Nacional da Somalia.
Es el presidente de la Fundación de la Biodiversidad de Somalilandia y presidente de la organización de Somalilandia "Candlelight", que trabaja en las área de medio ambiente, educación y salud. Está afiliado a la Universidad de Hargeisa, y escribió libros en inglés sobre la arqueología e historia natural de Somalilandia, así como trabajos en Somalia.
También es conocido por su descubrimiento de una nueva especie de Aloe, el Aloe sanguinalis, que encontró creciendo en un ambiente salvaje cerca de Alala Adka (en somalí: Alaala Cadka) en 2014. La abreviatura del autor botánico Awale se refiere a él.
En 2020, una especie de escorpión, Pandinurus awalei, fue nombrada en su homenaje.